# Kamran Ağayev
Kamran Adilxan oğlu Ağayev, född 9 februari 1986 i Dəvəçi, är en azerbajdzjansk fotbollsmålvakt som spelar för Sabail.
Han har tidigare spelat för den azerbajdzjanska fotbollsklubben Inter Baku, dit han kom från Karşıyaka.